# Batthyány tér
Batthyány tér è una piazza di Budapest che si affaccia sul Danubio, di fronte al Palazzo del Parlamento. 
La piazza prende il nome da Lajos Batthyány, il primo Primo Ministro di Ungheria al quale è dedicata una statua presente nella piazza dal 2008.
Batthyány tér è nota per la Chiesa di Sant'Anna (Szent Anna-templom), una chiesa cattolica di rito romano costruita tra il 1740 e il 1762 e che rappresenta uno degli edifici barocchi più belli di Budapest.